# Кубок України з футболу 2024—2025
Кубок України з футболу 2024—2025 — 33-й розіграш Кубка України. Тривав з 3 серпня 2024 року по 14 травня 2025 року. Фінальний матч відбувся в Житомирі.
За назвою титульного партнера — компанії VBET — турнір має комерційну назву VBET Кубок України.

## Регламент
Усі етапи турніру складаються з одного матчу. Жеребкування — сліпе, без поділу на сіяних та несіяних. Якщо команди виступають в одній лізі, то господарем буде команда, яка отримала непарний номер під час жеребкування. Якщо команди з різних ліг, то господарем буде команда із нижчої ліги. Жеребкування перших двох етапів відбувалося за територіальним принципом.

## Учасники
У цьому розіграші кубка беруть участь 47 команд чемпіонату України, а також дві аматорські команди:
| Клуби Прем'єр-ліги: - «Ворскла» (Полтава) - «Верес» (Рівне) - «Динамо» (Київ) - «Зоря» (Луганськ) - «Інгулець» (Петрове) - «Карпати» (Львів) - «Колос» (Ковалівка) - «Кривбас» (Кривий Ріг) - «Лівий берег» (Київ)* - ЛНЗ (Черкаси) - «Оболонь» (Київ) - ФК «Олександрія» (Олександрія) - «Полісся» (Житомир) - «Рух» (Львів) - «Чорноморець» (Одеса) - «Шахтар» (Донецьк) | Клуби першої ліги: - «Агробізнес» (Волочиськ) - «Буковина» (Чернівці) - «Вікторія» (Суми) - «Діназ» (Вишгород) - «Епіцентр» (Кам'янець-Подільський) - «Кремінь» (Кременчук) - ФК «Кудрівка» (Кудрівка) - ФСК «Маріуполь» (Маріуполь) - «Металіст» (Харків) - «Металіст 1925» (Харків) - МФК «Металург» (Запоріжжя) - ФК «Минай» (Минай)* - «Нива» (Тернопіль) - «Поділля» (Хмельницький) - СК «Полтава» (Полтава) - «Прикарпаття» (Івано-Франківськ) - ФК «Хуст» (Хуст) - ЮКСА (Тарасівка) | Клуби другої ліги: - СК «Вільхівці» (Вільхівці) - «Гірник-Спорт» (Горішні Плавні) - «Куликів-Білка» (Куликів) - «Локомотив» (Київ) - «Нива» (Вінниця) - «Пробій» (Городенка) - «Реал Фарма» (Одеса) - «Ревера 1908» (Івано-Франківськ) - «Скала 1911» (Стрий) - ФК «Тростянець» (Тростянець) - ФК «Ужгород» (Ужгород) - «Чайка» (Петропавлівська Борщагівка) - ФК «Чернігів» (Чернігів) | Переможець та півфіналіст Кубка України серед аматорських команд сезону 2023/24: - «Олімпія» (Савинці) - ФК «Миколаїв» (Львівська область) |

* Фіналісти турніру за право зіграти в УПЛ

## Перший попередній етап
Жеребкування відбулося 26 липня, матчі — 3–4 серпня 2024 року. У цьому етапі брали участь 32 команди — 2 аматорські команди, 13 команд другої ліги та 17 команд першої ліги.
| Команда 1            | Рахунок        | Команда 2            |
| -------------------- | -------------- | -------------------- |
| 3 серпня             |                |                      |
| (2л) СК «Вільхівці»  | 0:0 (пен. 5:6) | (1л) «Металіст»      |
| (2л) «Скала 1911»    | 2:0            | (1л) «Епіцентр»      |
| (2л) ФК «Ужгород»    | 0:4            | (1л) «Прикарпаття»   |
| (1л) «Нива» Т        | 1:1 (пен. 3:4) | (1л) «Буковина»      |
| (ам) ФК «Миколаїв»   | 1:0            | (1л) «Агробізнес»    |
| (2л) «Ревера 1908»   | 2:2 (пен. 2:4) | (1л) «Поділля»       |
| (2л) «Куликів-Білка» | 0:0 (пен. 4:2) | (2л) «Нива» В        |
| (2л) ФК «Чернігів»   | 1:0            | (2л) «Чайка»         |
| (1л) «Діназ»         | 1:2            | (1л) ФК «Кудрівка»   |
| (2л) «Локомотив»     | 1:4            | (1л) «Металіст 1925» |
| (2л) «Реал Фарма»    | 0:3            | (1л) ЮКСА            |
| (1л) «Вікторія»      | 1:0            | (1л) МФК «Металург»  |
| (2л) «Гірник-Спорт»  | 3:1            | (1л) ФСК «Маріуполь» |
| (2л) ФК «Тростянець» | 0:1            | (1л) СК «Полтава»    |
| 4 серпня             |                |                      |
| (ам) «Олімпія»       | 2:0            | (1л) «Кремінь»       |
| (2л) «Пробій»        | 4:0            | (1л) ФК «Хуст»       |

## Другий попередній етап
Жеребкування відбулося 5 серпня, матчі — 11–13 серпня 2024 року. У цьому етапі брали участь 16 переможців першого попереднього етапу та 2 фіналіста турніру за право зіграти в УПЛ.
| Команда 1            | Рахунок        | Команда 2            |
| -------------------- | -------------- | -------------------- |
| 11 серпня            |                |                      |
| (ам) ФК «Миколаїв»   | 3:1            | (1л) «Металіст»      |
| 12 серпня            |                |                      |
| (2л) «Скала 1911»    | 1:3            | (1л) ФК «Минай»      |
| (1л) «Прикарпаття»   | 0:1            | (1л) «Буковина»      |
| (2л) «Пробій»        | 2:2 (пен. 4:3) | (2л) «Куликів-Білка» |
| (1л) «Поділля»       | 0:1            | (1л) ЮКСА            |
| (1л) «Металіст 1925» | 5:3 (дч)       | (1л) СК «Полтава»    |
| (2л) ФК «Чернігів»   | 0:1            | (1л) «Вікторія»      |
| 13 серпня            |                |                      |
| (1л) ФК «Кудрівка»   | 3:2            | (Пл) «Лівий берег»   |
| (ам) «Олімпія»       | 4:2            | (2л) «Гірник-Спорт»  |

## Третій попередній етап
Жеребкування відбулося 14 серпня, матчі — 21–22 серпня 2024 року. У цьому етапі брали участь 9 переможців другого попереднього етапу та 7 клубів УПЛ (9–15 за рейтингом).
| Команда 1            | Рахунок        | Команда 2          |
| -------------------- | -------------- | ------------------ |
| 21 серпня            |                |                    |
| (ам) «Олімпія»       | 1:4            | (Пл) «Зоря»        |
| (2л) «Пробій»        | 2:2 (пен. 4:2) | (Пл) «Інгулець»    |
| (1л) ФК «Минай»      | 0:2            | (1л) «Вікторія»    |
| (Пл) «Колос»         | 0:0 (пен. 4:5) | (Пл) «Оболонь»     |
| (ам) ФК «Миколаїв»   | 1:2            | (1л) «Буковина»    |
| (Пл) «Карпати»       | 3:0            | (Пл) «Чорноморець» |
| 22 серпня            |                |                    |
| (1л) ФК «Кудрівка»   | 0:4            | (1л) ЮКСА          |
| (1л) «Металіст 1925» | 0:4            | (Пл) «Верес»       |

## 1/8 фіналу
Жеребкування відбулося 28 серпня, матчі — 29–30 жовтня 2024 року. У цьому етапі брали участь 8 переможців третього попереднього етапу та 8 клубів УПЛ (1–8 за рейтингом).
| Команда 1       | Рахунок        | Команда 2        |
| --------------- | -------------- | ---------------- |
| 29 жовтня       |                |                  |
| «Рух»           | 1:0            | «Карпати»        |
| 30 жовтня       |                |                  |
| (1л) ЮКСА       | 1:4            | ФК «Олександрія» |
| (2л) «Пробій»   | 0:1            | (1л) «Буковина»  |
| «Верес»         | 2:1 (дч)       | «Оболонь»        |
| (1л) «Вікторія» | 2:2 (пен. 3:1) | ЛНЗ              |
| «Ворскла»       | 1:2 (дч)       | «Динамо»         |
| «Шахтар»        | 1:0            | «Зоря»           |
| «Полісся»       | 2:1            | «Кривбас»        |

## 1/4 фіналу
Жеребкування відбулося 8 листопада 2024 року, матчі — 1–2 квітня 2025 року.
| Команда 1        | Рахунок  | Команда 2       |
| ---------------- | -------- | --------------- |
| 1 квітня         |          |                 |
| (1л) «Буковина»  | 2:1      | (1л) «Вікторія» |
| 2 квітня         |          |                 |
| ФК «Олександрія» | 0:1 (дч) | «Шахтар»        |
| «Рух»            | 0:1      | «Динамо»        |
| «Верес»          | 0:1 (дч) | «Полісся»       |

## 1/2 фіналу
Жеребкування відбулося 3 квітня, матчі — 23 квітня 2025 року.
| Команда 1       | Рахунок  | Команда 2 |
| --------------- | -------- | --------- |
| (1л) «Буковина» | 1:4      | «Динамо»  |
| «Полісся»       | 0:1 (дч) | «Шахтар»  |

## Фінал
| 14 травня 2025 18:30 +15 °C |

| «Шахтар»                                             | 1:1                           | «Динамо»                                                         |
| ---------------------------------------------------- | ----------------------------- | ---------------------------------------------------------------- |
| Еліас 64'                                            | Протокол (УПЛ) Протокол (УАФ) | Ярмоленко 44'                                                    |
|                                                      | Пенальті                      |                                                                  |
| Назарина · Аліссон · Кевін · Еліас · Грам · Криськів | 6:5                           | Ванат · Бражко · Піхальонок · Вівчаренко · Михайленко · Караваєв |

| Центральний, Житомир Глядачів: 4740 Арбітр: Микола Балакін (Київська область) |

## Найкращі бомбардири
| № | Футболіст      | Клуб            | Голи (пен.) | Матчі |
| - | -------------- | --------------- | ----------- | ----- |
| 1 | Богдан Оринчак | «Пробій»        | 4           | 4     |
| 2 | Богдан Бойчук  | «Буковина»      | 3           | 6     |
| 2 | Арі Моура      | «Металіст 1925» | 3           | 3     |
| 2 | Роман Дебелко  | ЮКСА            | 3           | 3     |
| 2 | Ігор Кошман    | «Олімпія»       | 3 (1)       | 3     |